# يان بوند نيلسن
يان بوند نيلسن (بالدنماركية: Jan Bonde Nielsen)‏ هو شخصية أعمال دنماركي، ولد في 20 مايو 1938.